# Campionato africano femminile under 18 di pallavolo 2014
Il campionato africano femminile under 18 di pallavolo 2014 si è svolto dal 7 al 9 settembre 2014 ad Algeri, in Algeria: al torneo hanno partecipato tre squadre nazionali under 18 africane e la vittoria finale è andata per la quinta volta, la quarta consecutiva, all'Egitto.

## Impianti
|                                                                         |  |  |
|                                                                         |  |  |
| Salle Hacène Harcha Città: Algeri Capienza: 6 000 Anno d'apertura: 1975 |  |  |

## Regolamento

### Formula
Le squadre hanno disputato un'unica fase con formula del girone all'italiana.

### Criteri di classifica
Se il risultato finale è stato di 3-0 o 3-1 sono stati assegnati 3 punti alla squadra vincente e 0 a quella sconfitta, se il risultato finale è stato di 3-2 sono stati assegnati 2 punti alla squadra vincente e 1 a quella sconfitta.
L'ordine del posizionamento in classifica è stato definito in base a:
- Punti;
- Ratio dei set vinti/persi;
- Ratio dei punti realizzati/subiti;
- Risultati degli scontri diretti.

## Squadre partecipanti
| Squadra | Qualificazione      | Ultima partecipazione |
| ------- | ------------------- | --------------------- |
| Algeria | Paese organizzatore | Egitto 2013           |
| Egitto  | -                   | Egitto 2013           |
| Tunisia | -                   | Egitto 2013           |

## Torneo

### Risultati
| 7 settembre 2014 Salle Hacène Harcha, Algeri Durata: ? - Spettatori: ? | Algeria | 0 - 3 | Tunisia | 12-25, 16-25, 19-25        |
| 8 settembre 2014 Salle Hacène Harcha, Algeri Durata: ? - Spettatori: ? | Egitto  | 3 - 1 | Tunisia | 21-25, 25-12, 25-16, 25-12 |
| 9 settembre 2014 Salle Hacène Harcha, Algeri Durata: ? - Spettatori: ? | Algeria | 0 - 3 | Egitto  | 21-25, 25-27, 19-25        |

### Classifica
| Pos | Squadra | Pt | G | V | P | SV | SP | Ratio | PF  | PS  | Ratio |
| --- | ------- | -- | - | - | - | -- | -- | ----- | --- | --- | ----- |
| 1   | Egitto  | 6  | 2 | 2 | 0 | 6  | 1  | 6.000 | 173 | 130 | 1.330 |
| 2   | Tunisia | 3  | 2 | 1 | 1 | 4  | 3  | 1.333 | 140 | 143 | 0.979 |
| 3   | Algeria | 0  | 2 | 0 | 2 | 0  | 6  | 0.000 | 112 | 152 | 0.736 |

## Classifica finale
| Pos | Squadre | Qualificazione                    |
| --- | ------- | --------------------------------- |
|     | Egitto  | Campionato mondiale under 18 2015 |
|     | Tunisia |                                   |
|     | Algeria |                                   |